# 新県
新県（しん-けん）は中華人民共和国河南省信陽市に位置する県。

## 行政区画
- 街道:金蘭山街道
- 鎮:新集鎮、沙窩鎮、呉陳河鎮、蘇河鎮、八里畈鎮
- 郷:周河郷、陡山河郷、滸湾郷、千斤郷、卡房郷、郭家河郷、陳店郷、箭廠河郷、泗店郷、田鋪郷